# Peter Josef von Lindpaintner
Peter Josef von Lindpaintner (ur. 9 grudnia 1791 w Koblencji, zm. 21 sierpnia 1856 w Nonnenhorn) – niemiecki kompozytor i dyrygent.

## Życiorys
W wieku 7 lat podjął naukę u G.A. Plödterla w Augsburgu, gdzie zyskawszy uznanie na dworze otrzymał stypendium na dalsze studia, które odbył w Monachium u Petera von Wintera i Josepha Graetza. W 1812 roku został dyrektorem nowo powstałego monachijskiego Isartortheater. W 1820 roku objął jako następca Johanna Nepomuka Hummla stanowisko kapelmistrza na dworze królewskim w Stuttgarcie, które piastował do końca życia. W 1851 i 1854 roku prowadził Niederrheinische Musikfeste w Akwizgranie. W 1852 roku gościnnie dyrygował koncertami New Philharmonic Society w Londynie.
Komponował opery, m.in. Der Bergkönig (wyst. Stuttgart 1825), Der Vampyr (wyst. Stuttgart 1828), Die Genueserin (wyst. Wiedeń 1839), Die sizilianische Vesper (wyst. Stuttgart 1843) i Lichtenstein (wyst. Stuttgart 1846), oratoria Abraham (1813) i Moses’ Errettung (1813), kantatę Meeresstille und Glückliche Fahrt, na głosy solowe, chór i orkiestrę, msze, Te Deum, Stabat Mater, singspiele, balety, pieśni, dwie symfonie, uwertury, koncerty solowe.
Jako dyrygent doprowadził orkiestrę stuttgarcką do poziomu czołowych orkiestr niemieckich. O pracy dyrygenckiej Lindpaintnera z uznaniem wypowiadał się w relacji z 1831 roku Felix Mendelssohn-Bartholdy. Jego opery utrzymane są w typie romantycznej opery pieśniowej, dominuje w nich modna ówcześnie tematyka baśniowa i niesamowita. Był też autorem popularnych w XIX wieku pieśni, z których Frühlingslied była wykonywana corocznie podczas pamiątkowych uroczystości przy grobie Freidricha Schillera w rocznicę jego śmierci.